# Waterland (Vlaanderen)
Waterland is een streek die een deel van het grensgebied tussen het Nederlandse regio-gedeelte West-Zeeuws-Vlaanderen en de Belgische provincie Oost-Vlaanderen omvat.
De dorpen Waterlandkerkje en Waterland-Oudeman zijn de belangrijkste kernen in dit gebied.

## Geschiedenis
Na de overstromingen van 1377, 1404, 1440 en 1477 stond in deze streek een groot gebied onder water. Bedijking stuitte vaak op tegenstand van de gebruikers van de waterwegen. De heer van Watervliet, Hieronymus Lauweryn, deed een groot gebied herdijken. Dit betrof de Jeronimuspolder (1501), en in 1507 kreeg hij toestemming om de huidige Oudemanspolder in te dijken. Ook had hij het voornemen om de Passageulepolder te bedijken. Deze landen wilde hij samenvoegen tot de heerlijkheid "Waterland", die hij als huwelijksgeschenk aan zijn dochter Barbara zou schenken. Ook kreeg hij in 1504 toestemming om hierin een parochie met kerk te stichten. Dit zou uiteindelijk de aan de Heilige Nicolaas gewijde kerk in Waterlandkerkje worden.
De bedijkingsplannen stuitten op tegenstand van de bestuurders van het Brugse Vrije, daar dezen meenden dat zulks de scheepvaart naar IJzendijke zou hinderen. Ondertussen was Hieronymus Lauweryn gestorven, en werden de polders uiteindelijk door diens zoon, Matthias Lauweryn ingedijkt. Van 1525-1539 vonden bedijkingen plaats en ontstond aldus de Oudemanspolder, genoemd naar Matthias' vader. Daarna kwam de Passageulepolder tot stand, vervolgens de Vrije polder en ten slotte de Oostmanspolder, welke laatste weer verdwenen is. Een deel van het gebied was overigens niet tiendplichtig aan Watervliet, maar aan de Sint-Pietersabdij te Gent en aan het kapittel van de Onze-Lieve-Vrouwekathedraal te Doornik.
Door de inundaties van 1583 kwam echter een groot deel van het gebied weer onder water te staan: de "nieuwe" Passageule ontstond. Bij de aanvang van het Twaalfjarig Bestand werd overeengekomen dat de dorpen Sint-Margriete en Sint-Jan-in-Eremo bij het Brugse Vrije, en niet bij het Vrije van Sluis, behoorden. Ondertussen werden toen wél de Passageulepolder en de Vrije polder door de Staatsen, en wel door Jacob Cats, herdijkt.
In 1622 echter kwam, bij een hernieuwde inundatie, de Brandkreek tot stand als gevolg van inundatie en ging een deel van het werk van Cats weer verloren.
Waterland was nu in drieën gedeeld: een deel ten noorden van de Passageule, met Waterlandkerkje, dat Staats gebied was, een deel ten zuiden van de Brandkreek, dat Spaans gebied was, en daar tussenin Het Eiland. Uiteindelijk werd in 1664 de definitieve grens vastgesteld. Door de Oudemanspolder werd de Vrije Dijk aangelegd, die het traject van de grens volgde en moest zorgen dat het Spaans gebied niet onderliep als de Staatsen tot inundatie zouden overgaan.

## Externe bron
- Geschiedenis van Waterland-Oudeman